# Dorschenmühle (Schwarzenbach am Wald)
Dorschenmühle ist ein Gemeindeteil der Stadt Schwarzenbach am Wald im Landkreis Hof (Oberfranken, Bayern). Dorschenmühle liegt in der Gemarkung Schwarzenbach.

## Geografie
Die Einöde liegt im tief eingeschnittenen Tal der Wilden Rodach und ist allseits von Wald umgeben. Ein Anliegerweg führt 300 Meter westlich zur Staatsstraße 2211 bei Schwarzenstein.

## Geschichte
Dorschenmühle gehörte zur Realgemeinde Schwarzenbach. Gegen Ende des 18. Jahrhunderts bestand Dorschenmühle aus einem Anwesen. Die Hochgerichtsbarkeit sowie die Grundherrschaft über die Mühle hatte das bayreuthische Verwaltungsamt Schwarzenbach am Wald.
Von 1797 bis 1810 unterstand Dorschenmühle dem Justiz- und Kammeramt Naila. Infolge des Ersten Gemeindeedikts wurde Dorschenmühle dem 1812 gebildeten Steuerdistrikt Schwarzenbach und der zugleich entstandenen Ruralgemeinde Straßdorf zugewiesen. Im Zuge der Gebietsreform in Bayern wurde Dorschenmühle am 1. Mai 1978 nach Schwarzenbach am Wald eingemeindet.

### Ehemaliges Baudenkmal
- Haus Nr. 1: Haupthaus der Mühle. Zweigeschossiger verputzt massiver Walmdachbau der ersten Hälfte des 19. Jahrhunderts, mit älterem Kern; drei zu fünf Achsen.[8]

### Einwohnerentwicklung
| Jahr      | 001799 | 001819 | 001861 | 001871 | 001885 | 001900 | 001925 | 001950 | 001961 | 001970 | 001987 |
| Einwohner | 10     | *      | 8      | 16     | 17     | 23     | 15     | 21     | 9      | 5      | 6      |
| Häuser    | 2      |        |        |        | 1      | 2      | 2      | 2      | 2      |        | 1      |
| Quelle    | [ 10 ] | [ 6 ]  | [ 11 ] | [ 12 ] | [ 13 ] | [ 14 ] | [ 15 ] | [ 16 ] | [ 17 ] | [ 18 ] | [ 1 ]  |

## Religion
Dorschenmühle ist evangelisch-lutherisch geprägt und bis heute nach Schwarzenbach am Wald gepfarrt.